# هونغ كونغ للمقاصة وتداول الأوراق المالية
هونج كونغ للتبادل والمقاصة المحدودة (HKEX) هي بورصة سوق الأوراق المالية والعقود الآجلة في هونغ كونغ من خلال شركتيها الفرعيتين: بورصة هونغ كونغ المحدودة، وهونج كونج للعقود المستقبلية.

## روابط خارجية
- هونج كونج للتبادل والمقاصة المحدودة (بالإنجليزية) (بالصينية)